# Geesow
Geesow ist seit dem 31. Dezember 2002 ein Ortsteil der Stadt Gartz (Oder) im Landkreis Uckermark in Brandenburg. Die Grenze zu Polen verläuft drei Kilometer entfernt östlich.
Das 42,98 ha große Naturschutzgebiet Trockenrasen Geesow liegt südöstlich, direkt anschließend an den Ort.

## Geschichte
Geesow bildete bis 1939 eine Gemeinde im Kreis Randow in der preußischen Provinz Pommern. Bei der Auflösung des Kreises Randow im Jahre 1939 kam Geesow zum Kreis Greifenhagen. Geesow zählte im Jahre 1925 412 Einwohner, im Jahre 1933 520 Einwohner und im Jahre 1939 446 Einwohner.
Nach dem Zweiten Weltkrieg lag Geesow in der SBZ und später in der DDR.

## Baudenkmale

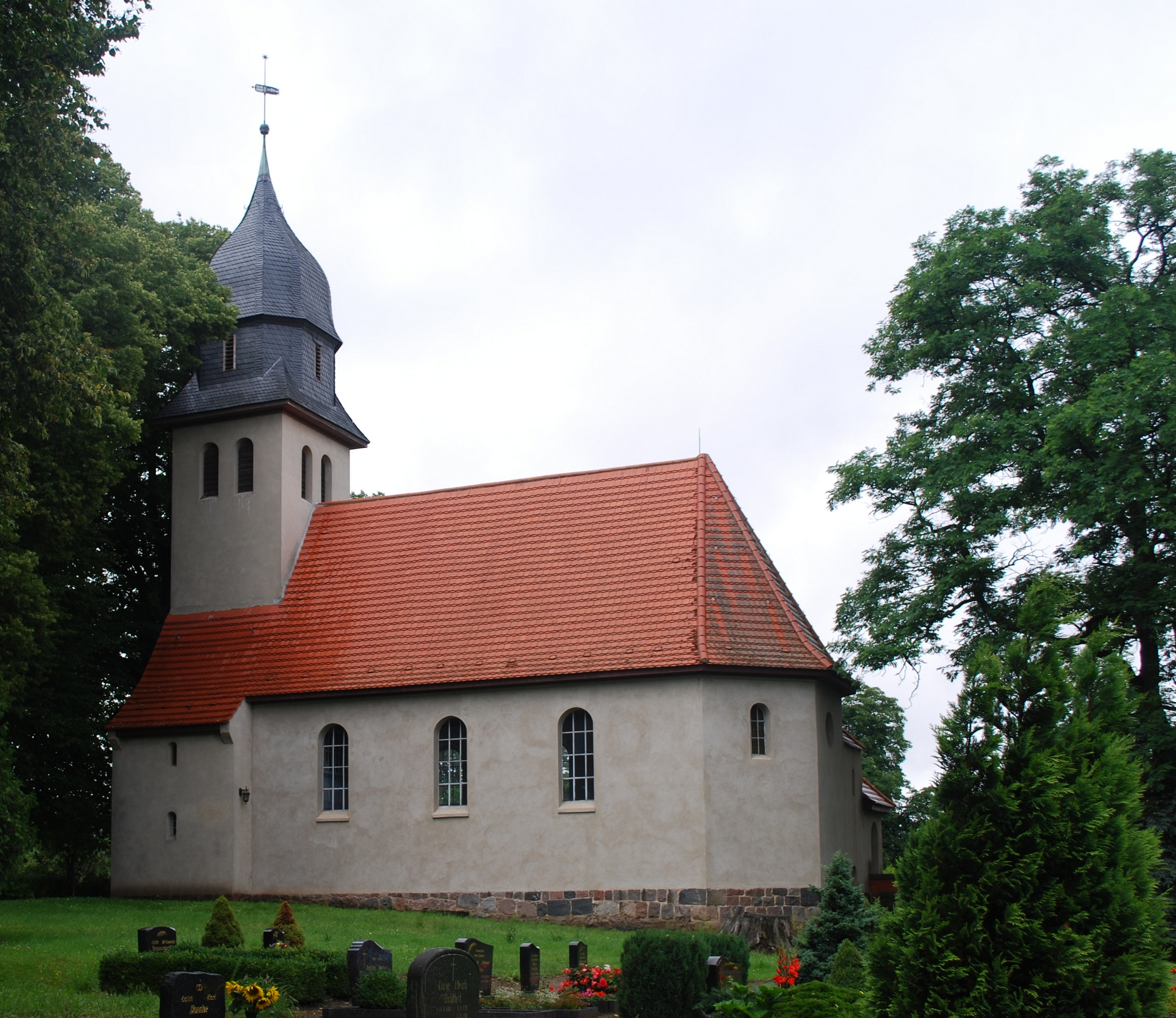
Kirche in Geesow

- Die Kirche in der Breiten Straße ist ein Baudenkmal.

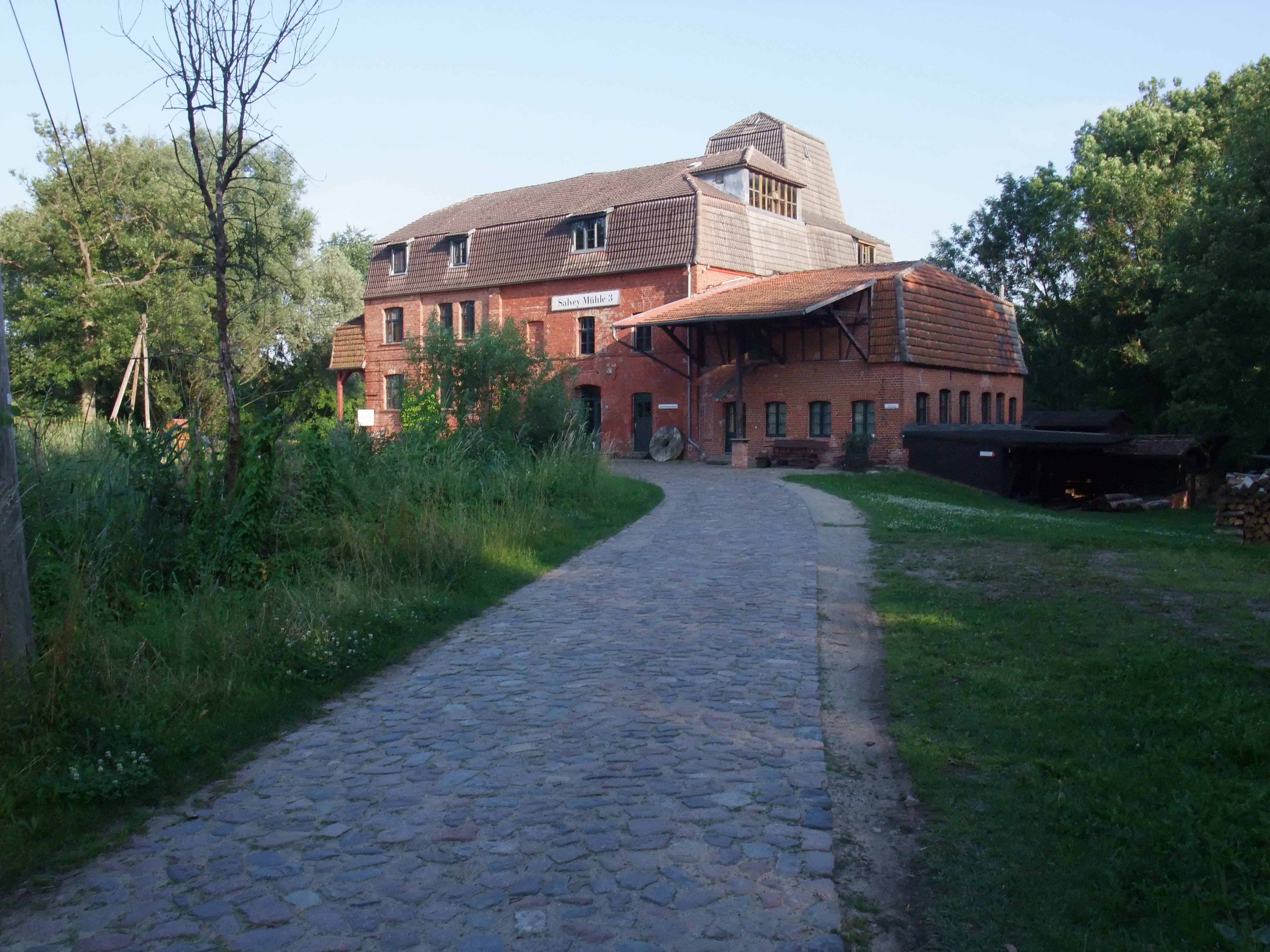
Wassermühle in Geesow

- Die Wassermühle (Salveymühle 3) am Salveybach besteht aus Mühlengebäude mit Durchfluss, Schneidemühle, Wohnhaus,  Schmiede mit Altenteil, Müller- und Gesindehaus (Ruine). Das Ensemble mit Weg- und Hofpflasterung, Mühlenstauteich mit Damm und Schützenwehr und der Brücke über den Salveybach stehen unter Denkmalschutz.